# جین لاسن
جین لاسن (انگلیسی: Jeane Lassen؛ زادهٔ ۲۶ سپتامبر ۱۹۸۰) وزنه‌بردار اهل کانادا است.
وی در مسابقات کشوری و بین‌المللی در مجموع برندهٔ ۱ مدال طلا، ۱ مدال برنز شده‌است.